# CLIL
Il CLIL (Content and Language Integrated Learning, cioè Apprendimento integrato di contenuto e lingua) è un metodo di apprendimento in ambito scolastico nato nel campo della glottodidattica e dell'acquisizione delle lingue straniere (L2) che punta alla formazione di competenze linguistiche di stampo intermedio-avanzato.
Il termine "CLIL" è stato coniato da David Marsh e Anne Maljers nel 1994 e si basa sui principi derivati dalla ricerca sull'immersione linguistica/bilingue e sulle quattro "C" formalizzate dai due autori: Contenuto, Cognizione, Comunicazione e Cultura, a cui Isabel de Maurissens (2018) aggiunge Cooperazione.

## Obiettivi e attuatori del metodo CLIL
Il metodo CLIL ha l'obiettivo di fare apprendere dei contenuti di una disciplina non linguistica (DNL) e di migliorare, al contempo, le competenze linguistiche dei discenti in una L2: nel metodo CLIL, almeno un argomento o un nucleo tematico di una o più materie scolastiche (a prescindere che siano discipline umanistiche o STEM) viene trattato anche in una lingua straniera presente nel percorso di studi (ad es. inglese, francese o tedesco).
Gli attuatori fondamentali del metodo CLIL sono almeno un docente della DNL e almeno un docente di una lingua straniera insegnata nello stesso corso di studi. Un programma CLIL, dunque, può essere gestito da un team anche abbastanza ampio di docenti di più discipline, per cui esso viene indicato come un'attività di "Team Teaching". Gli insegnanti raccolti in team formano il Team CLIL. I progetti di insegnamento con il metodo CLIL possono iniziare per scelta spontanea di uno o più docenti.
La lingua utilizzata conterrà degli elementi di linguaggio tecnico-specialistico (microlingua) appartenente a una comunità di pratica particolare (community of practice), come ad esempio Matematica, Fisica, Arte, Storia, Marketing e Diritto.

### Strategie di applicazione del CLIL
Il metodo di organizzazione tra docenti di un programma CLIL non è prefissato. Karin Goetz (2000) ha individuato 6 metodi di cooperazione tipici nel Team Teaching, e dunque nei programmi CLIL, che vengono riportati da Marcella Menegale (2008):
- classico: entrambi i docenti (quello della DNL e della L2) veicolano contenuti disciplinari con un rispettivo monologo o con un metodo interattivo con la classe
- collaborativo: entrambi i docenti sono in compresenza e interagiscono continuamente con la classe, per cui mancano i due monologhi distinti; i livelli di interazione sono bilanciati, in modo tale da non rendere un docente dominante sull'altro nella gestione del tempo, degli interventi e dei contenuti
- di supporto: il docente della DNL presenta i propri contenuti da apprendere, mentre il docente della L2 propone attività specifiche nella propria lingua straniera basate sull'uso di testi (Goetz parla per la precisione di testi atti a sviluppare la comprensione e la competenza del contenuto non linguistico e nello stesso tempo la correttezza della L2; non specifica se sono scritti o anche orali)
- parallelo: la classe è divisa in due gruppi, per cui a un gruppo vengono presentati i contenuti della DNL da apprendere, mentre all'altro gruppo vengono dati materiali supplementari e vengono proposte attività specifiche per innescare riflessioni linguistiche; dopodiché, i docenti e i gruppi si alternano
- a gruppi differenziati: la classe è suddivisa in più gruppi in base alle abilità relative alla competenza disciplinare e/o linguistica, per cui i docenti lavorano su più gruppi e in modo specifico
- di supervisione: uno dei due docenti presenta i propri contenuti, mentre l'altro osserva la classe in qualità di supervisore, per esempio per individuare le difficoltà degli studenti (nella DNL o nella L2)

Menegale aggiunge poi come i docenti nel Team CLIL debbano pianificare insieme l'intero percorso e condividere materiali, risorse, metodi di valutazione e strategie di insegnamento per una coordinazione efficace; se in più le lezioni sono in compresenza (ad es. nel metodo di cooperazione di "supervisione"), serve anche decidere insieme la modalità di gestione della compresenza (ad es. turn-taking) e dunque della classe. Serve infine stabilire un sistema comune di gestione delle informazioni (ad es. per aggiornarsi sulla parte di programma svolta in autonomia), un sistema di gestione della disciplina in classe e la quantità di interazione con i discenti (parte dell'interazione è stabilita anche dalla disposizione dei banchi e dei discenti: i discenti, per esempio, possono maggiormente interagire tra loro se i banchi non sono separati, per cui si possono creare dei mini-gruppi facilmente gestibili di 4/5 studenti). In altre parole, nel Team Teaching in contesto di CLIL è fondamentale una forte sinergia tra docenti, il che giustifica la quinta C (Cooperation).
Tra le difficoltà di gestione di un progetto CLIL, si contano la mancanza di ore per svolgere una o più compresenze, di ore per coordinarsi nel Team CLIL, di strutture e di risorse finanziarie per le compresenze. La mancanza di ore per coordinarsi, a sua volta, è causata dagli orari scolastici rigidi e inflessibili, per cui l'incompatibilità degli orari è una problematica.

## Il CLIL nell'Unione Europea
Il metodo CLIL è stato elogiato dalla Commissione Europea nell'elaborazione dell'Action Plan 2004-2006 per la promozione dell'apprendimento delle lingue e della diversità linguistica fin da piccoli e del lifelong learning relativo alle lingue straniere. Il metodo CLIL si è sviluppato e diffuso in Europa in modo capillare; l'Italia nel 2010 è stata il primo Paese dell'Unione Europea che ha inserito il CLIL nell'ordinamento scolastico grazie a una riforma della scuola secondaria di secondo grado. Il docente che veicola la materia in inglese in Italia deve possedere una certificazione CLIL da 60 cfu riconosciuta dal MIUR e una certificazione linguistica che attesti un livello C1 secondo il CEFR. I crediti sono riconosciuti all'interno dell'Unione Europea grazie al sistema ECTS (Sistema europeo di accumulazione e trasferimento). Secondo la pubblicazione "Cifre chiave dell’insegnamento delle lingue a scuola in Europa" dell'Unione Europea (2023), questo sistema a due certificazioni obbligatorie nel 2023 era presente anche in Francia e in alcune comunità autonome della Spagna.